# Gynoplistia speighti
Gynoplistia speighti är en tvåvingeart som beskrevs av Edwards 1923. Gynoplistia speighti ingår i släktet Gynoplistia och familjen småharkrankar. Inga underarter finns listade i Catalogue of Life.